# Грб Мордовије
Грб Мордовије је званични симбол једног од субјеката Руске федерације са статусом републике, Мордовија. Грб је званично усвојен 30. марта 1995. године.

## Опис грба
Грб Републике Мордовије је слика хералдичког штита са грбом града Саранск - ликом црвене лисице испод три вертикалне стрелице окренуте на доље на сребреном пољу, са плавим пољем испод и црвеним изнад сребреног поља у стилу са заставом Републике Мордовија.
Централни мањи грб окружује стилизована потковица са заобљеним врховима. У врху грба изнад заобљених завршетака потковице је мордовски крст, симбол за који се претпоставља да је некад представљао сунце, те се још назива и соларни знак или соларни симбол. Потковица има седам орнамената, који означавају седам градова у земљи: Ардатов, Инсар, Ковилкино, Краснослободск, Рузајевка, Саранск и Темников.
Грб је украшен са златним вијенцем пшенице, која симболички представља преданост народа Мордовије за пољопривредом, али и чест национални енографски украс који су жене Мордовије носиле на врату или у коси. Жито је повезано траком у бојама мордовске заставе.